# Walter Ewing
Walter Henry Ewing (ur. 11 lutego 1878 w Montrealu, zm. 25 czerwca 1945 tamże) – kanadyjski strzelec sportowy, który brał udział w Letnich Igrzyskach Olimpijskich 1908.  Na igrzyskach olimpijskich w 1908 roku zdobył złoty medal w trapie w zawodach indywidualnych i srebrny medal w zawodach drużynowych.